# Oakley (Dorset)
Oakley – wieś w Anglii, w hrabstwie ceremonialnym Dorset, w dystrykcie (unitary authority) Bournemouth, Christchurch and Poole. Leży 34 km na wschód od miasta Dorchester i 153 km na południowy zachód od Londynu. Miejscowość liczy 2400 mieszkańców.